# 华润三九
华润三九医药股份有限公司（英語：China Resources Sanjiu Medical & Pharmaceutical Co., Ltd.），简称华润三九（深交所：000999），是中华人民共和国的一家以医药为主业的大型企业，为华润集团下属华润医药控股子公司。该公司是中国大陆主要的医药集团之一，旗下的“三九胃泰”、“999感冒灵”、“999皮炎平”、“999正天丸”等产品在中国大陆享有一定知名度。

## 歷史

### 前身
华润三九的前身为1985年（一说创立于1986年）由赵新先成立的深圳南方制药厂，于1987年投产。
1993年5月，三九企业集团以核心企业深圳南方制药厂名义注册，原深圳南方制药厂正式更名为三九企业集团（深圳南方制药厂），最初由中国人民解放军总后勤部执管。1998年，根据中央军委“军队一律不得经商”的要求，集团改屬国家经贸委管轄。同時，三九企业集团發起合資公司深圳三九药业有限公司。
南方制药厂曾于1995年被国家统计局授予“中国制药之王”荣誉称号，曾获得“全国先进集体”、“全国五一劳动奖状”等荣誉。

### 三九医药成立
1999年4月21日发起三九集团设立股份制公司，即三九医药股份有限公司，简称三九医药。三九集团透過三九药业注入資產。
该公司股票于2000年3月9日在深圳证券交易所挂牌上市。但公司管治不當，大股東三九集团及三九药业長期佔用上市公司資金。後來以資抵債，大股東不斷將資產換入上市公司。同時，上市公司又經營三九连锁藥店（藥房），但因為經營不善，以底價300萬元拍賣。根據報導，即平均一家店底價3,000元。

### 改名华润三九及大规模扩张
2007年，华润集團接收三九集团，三九医药被其下属企业华润医药收购。2010年2月，三九医药股份有限公司正式更名为华润三九医药股份有限公司。
2011年9月30日，华润三九收购北京医药集团（北药集团）旗下（包括辽宁本溪三药和合肥神鹿制药）的资产。2012年，华润三九以6亿元收购顺德顺峰药业100%股权，此后在2013年到2015年，公司分别收购桂林天和、山东临清华威、浙江众益制药等股权。随后该公司又在2016年以18.9亿元收购昆明圣火100%股权，2017年收购山东圣海保健品65%股权。2020年，公司又以14.2亿元和1.9亿元收购澳诺中国和深圳华润堂，并在2021年并购控股安徽润芙蓉药业。频繁的收购也让公司商誉处于高位。
2022年5月8日，华润三九向华立医药购买其所持有的昆药集团27.56%股份，并向华立集团购买其所持有的昆药集团0.44%股份。交易完成后，华润三九持有昆药集团28%股份，昆药集团成为华润三九控股子公司。同年11月底，华润三九宣布全资收购昆药集团股权，12月22日经国务院国资委核准通过收购案。

## 集团分支机构
根据2021年年报，华润三九共设如下分支机构：
- 国药事业部附属企业
  - 合肥华润神鹿药业有限公司[註 1]
  - 安徽华润金蟾药业股份有限公司
    - 安徽润芙蓉药业有限公司

  - 重庆医药集团九隆现代中药有限公司[註 2]
  - 浙江华润英特中药有限公司
  - 吉林华润和善堂人参有限公司[註 3]
  - 华润现代中药（昆明）有限公司
  - 华润堂（深圳）医药连锁有限公司[註 4]
  - 华润三九现代中药（惠州）有限公司
  - 华润三九（六安）中药材产业发展有限公司
  - 黑龙江九昌北草堂医药有限公司
  - 合肥华润三九中医药发展有限公司
  - 合肥华润三九医药有限公司
- 大健康事业部附属企业
  - 浙江小九云药医药科技有限公司
  - 河南三九大药房连锁有限公司
- 专业品牌事业部附属企业
  - 三九赛诺菲（深圳）健康产业有限公司[註 5]
    - 华润三九（唐山）药业有限公司[註 6]

  - 华润三九（北京）药业有限公司[註 7]
  - 澳诺（中国）制药有限公司[註 8]
- 康复慢病事业部附属企业
  - 昆明华润圣火药业有限公司[註 9]
    - 云南圣火三七药业有限公司
    - 华润三九（云南）三七产业发展有限公司
- 抗感染事业部附属企业
  - 深圳华润九新药业有限公司
    - 深圳华润九创医药有限公司
    - 浙江华润三九众益制药有限公司
    - 浙江丽水众城畲药研究所有限公司
    - 浙江华润九众医药有限公司
    - 沈阳三九药业有限公司
- 处方药事业部附属企业
  - 华润三九（雅安）药业有限公司[註 10]
  - 北京华润高科天然药物有限公司
  - 北京华润北贸医药经营有限公司
  - 雅安雨禾药业有限公司
  - 雅安三九中药材科技产业化有限公司
  - 四川三九医药贸易有限公司
  - 成都三九投资管理有限公司
- 华润三九（枣庄）药业有限公司[註 11]
- 华润三九（黄石）药业有限公司[註 12]
- 华润三九（郴州）制药有限公司[註 13]
- 辽宁华润本溪三药有限公司[註 14]
- 广东华润顺峰药业有限公司
- 杭州华润老桐君药业有限公司[註 15]
- 吉林三九金复康药业有限公司[註 16]
- 桂林华润天和药业有限公司[註 17]
  - 桂林天和药业伊维有限公司
- 深圳华润三九医药贸易有限公司
- 三九健康天地有限公司（公司在香港注册）
- 华润三九药业（香港）有限公司（公司在香港注册）
- 深圳九星印刷包装集团有限公司
- 深圳市中药制造业创新中心有限公司
- 华润圣海健康科技有限公司
- 昆药集团股份有限公司

## 业务与产品

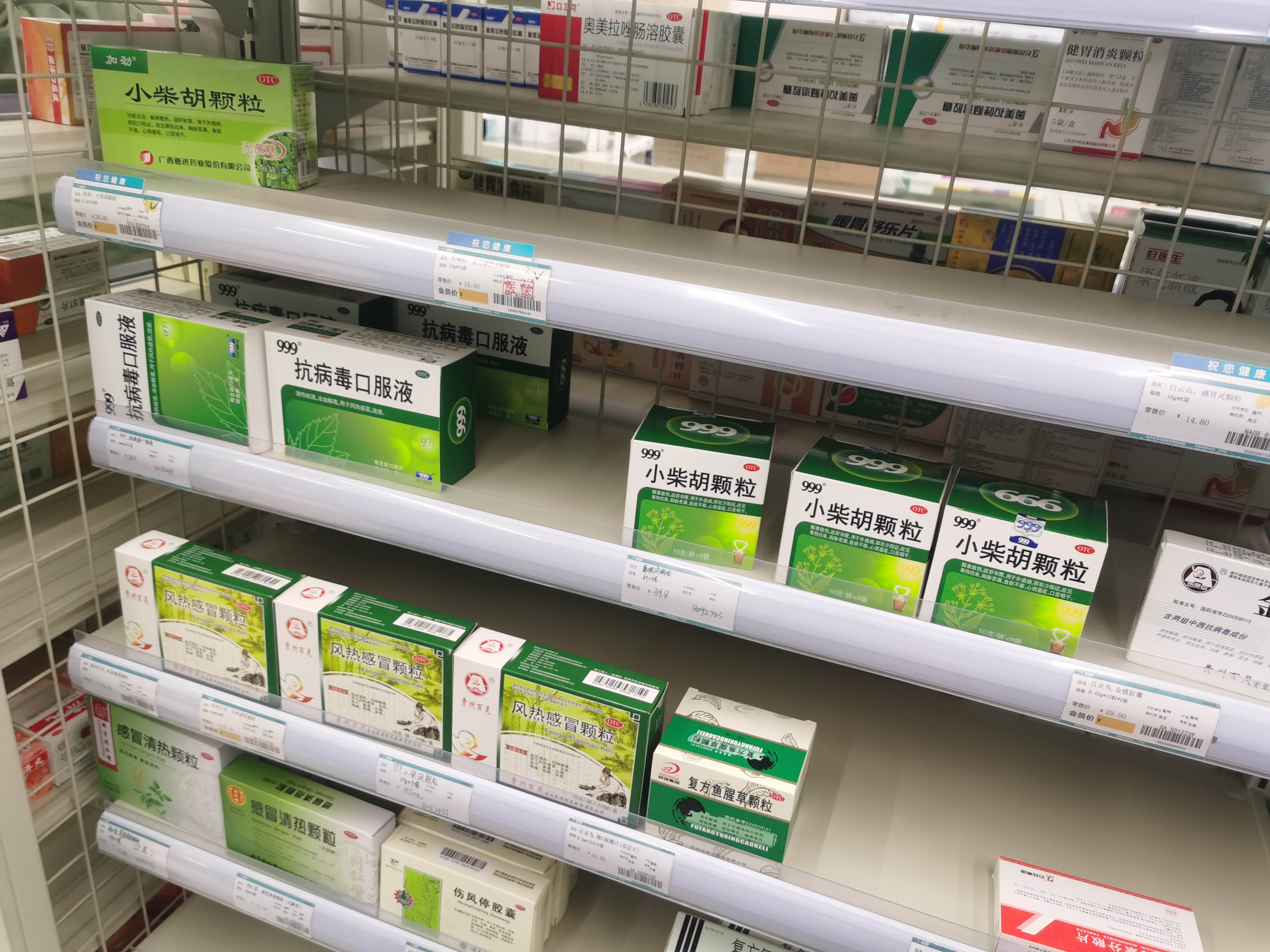
999小柴胡颗粒及抗病毒口服液

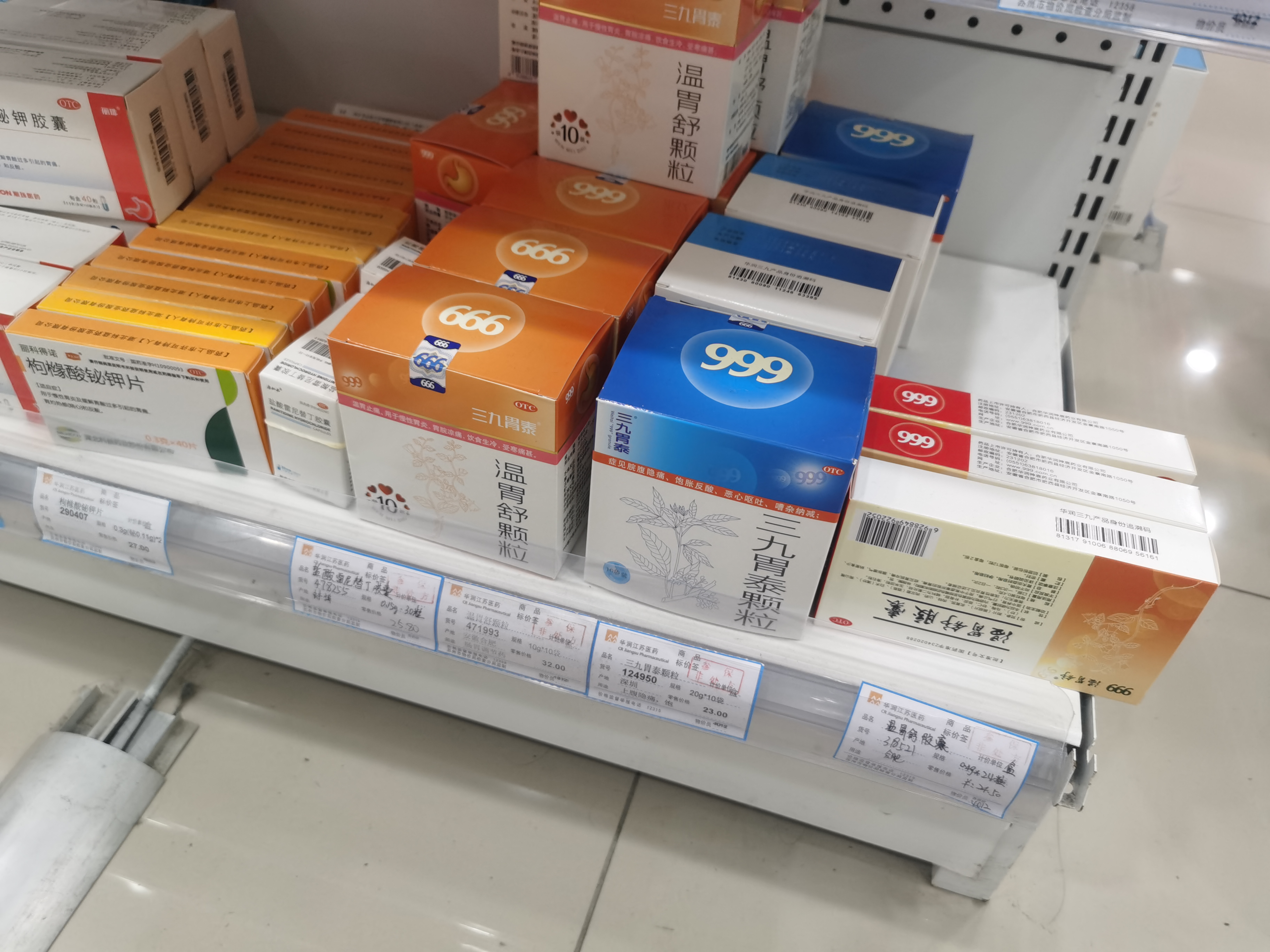
三九胃泰颗粒为公司的创始产品，温胃舒颗粒及胶囊系子公司合肥神鹿的产品

华润三九集团以CHC健康消费品及处方药为主要业务。经过多次并购，公司开始实行“1+N”品牌策略，在“999”品牌的基础上加入“天和”、“顺峰”、“好娃娃”、“易善复”、“康妇特”、“澳诺”等品牌，进一步扩大产品线。该公司已连续多年位列中国非处方药协会发布的非处方药生产企业综合排名榜首。

### CHC健康消费品业务
华润三九的CHC健康消费品业务覆盖感冒、皮肤、胃肠、止咳、骨科、儿科、膳食营养补充剂等近10个品类，部分产品在中国大陆享有较高知名度，如“三九胃泰”、“999感冒灵”、“999皮炎平”、“999正天丸”等。各类别的主要产品包括：
- 感冒用药类：999感冒灵（颗粒/胶囊）、复方感冒灵颗粒、小柴胡颗粒、抗病毒口服液
- 胃肠用药类：三九胃泰（颗粒/胶囊）、温胃舒（颗粒/胶囊[註 18]）、养胃舒（颗粒/胶囊[註 19]）、气滞胃痛颗粒、补脾益肠丸
- 皮肤用药类：999皮炎平系列、999优诺平、999选平、顺峰康王
- 咽喉止咳用药类：强力枇杷露
- 儿科用药类：拥有“999”和“好娃娃”两大品牌
- 骨科用药类：天和膏药系列（骨通贴膏为主打产品）、壮骨关节丸
- 镇痛用药类：正天丸
- 妇科用药类：康妇特系列
- 膳食营养补充剂：今维多系列

### 处方药
华润三九的处方药业务覆盖了肿瘤、心脑血管、消化系统、骨科、儿科等治疗领域，主要产品有生脉注射液、参附注射液、红花注射液、参麦注射液、血塞通软胶囊等。